# Принцип пропорційності
Принцип пропорційності — загальноправовий принцип, спрямований на забезпечення у правовому регулюванні розумного балансу приватних і публічних інтересів, відповідно до якого цілі обмежень прав мають бути істотними, а засоби їх досягнення обґрунтованими і найменш обтяжливими для осіб, чиї права обмежуються.
Принцип пропорційності, який  був названий в Угодах про утворення ЄС (зокрема, в у ст. 5 Договору про заснування Європейського співтовариства), а також  закріплений в міжнародних нормативних актах, рішеннях Конституційного Суду України та Європейського суду з прав людини, орієнтує на те, що мета процесуальних дій має бути суспільно вагомою, для досягнення певної мети органи влади не можуть накладати на громадян зобов'’язання, які перевищують установлені межі необхідності, а засіб досягнення суспільно вагомої мети має бути найменш обтяжливим для людини в конкретних умовах.
Головною метою принципу пропорційності є захист обсягу та змісту фундаментальних прав і свобод особи від свавільного впливу з боку публічних органів, а саме від їх надмірного впливу (у тому числі дискреційного характеру), необґрунтованої дискримінації, неналежного виконання ними своїх обов’язків щодо захисту цих прав і свобод. Водночас принцип пропорційності має сприяти балансуванню публічних і приватних інтересів, що є найбажанішим результатом його використання.

### Становлення принципу пропорційності
Відомий давньогрецький вчений і філософ Аристотель  у «Нікомаховій етиці», розмірковуючи над різними концептами справедливості,  стверджував, що  «несправедливе – це порушення пропорційності, бо пропорційність – це середина, а справедливе полягає в пропорційності».
В положеннях  Великої Хартії вільностей 1215 року закладені снови принципу «справедливої юридичної процедури», який згодом трансформувався у «величнішу формулу «the rule of law», відому зараз як верховенство права, що дало поштовх до формування сучасного розуміння принципу пропорційності.  Ідея пропорційності в Англії, з одного боку, розвивалася в рамках доктрини «the rule of law», а з іншого – була важливою її складовою, оскільки стала необхідним елементом захисту від неправомірного обмеження деяких основоположних прав.
Елементи принципу співмірності вбачаються в рішенні Верховного суду Пруссії   від 14 червня 1882 року у сфері застосування поліцейського права, що викладено у формулі -"сила, яку застосовує поліція, має бути сумірна з ситуацією".
У Конституції Землі Гессен від 1 грудня 1946 року цей принцип прямо випливав, зокрема, з положень статті 24, де закріплено, що інші обмеження особистої свободи допускаються лише на основі закону і тією мірою, якою вони необхідні для забезпечення явки до суду викликаної повісткою особи, для виконання обов’язків свідка, забезпечення діяльності поліції, присутньої у суді, виконання судових вироків, а також виконання законних адміністративних приписів. 
У 1965 році Конституційний Суд ФРН в одному зі своїх рішень зазначив: «У Федеральній Республіці Німеччина принцип пропорційності є неписаним конституційним принципом. Він походить з принципу верховенства права і, у дійсності, з природи основних прав, оскільки вони відображають загальне право на свободу громадянина від держави, які можуть бути обмежені державними органами тільки у випадку переслідування абсолютно необхідного публічного інтересу» 
Отже, Конституційний Суд ФРН виводить принцип пропорційності з принципу верховенства права і пов'язує його з основними правами особи, а точніше з можливістю їх обмеження державними органами, яке може мати місце лише у випадку переслідування абсолютного публічного інтересу.
Принцип пропорційності відображений у положеннях статті 36 Союзної Конституції Швейцарської Конфедерації, де визначено, зокрема, що обмеження основних прав повинно бути обґрунтовано публічним інтересом або захистом основних прав третіх осіб та бути пропорційним.
Принцип сумірності передбачений  у статті 11 Конституції Естонської Республіки, за якою права та свободи можуть бути обмеженні лише відповідно до Конституції, а самі обмеження мають бути необхідні у демократичному суспільстві і не повинні викривляти сутність прав і свобод.
Ст. 18 Конституції Республіки Португалія  визначає, що  закон може обмежувати права і свободи та їх гарантії тільки у випадках, спеціально передбачених Конституцією, при цьому обмеження повинні бути зведені до того, що необхідно для захисту інших прав чи інтересів, охоронюваних Конституцією.
Принцип пропорційності міститься в частині третій статті 13, статті 14 Основного Закону ФРН, статті 4 Декларації прав людини і громадянина Франції від 26 липня 1789 року, частині третій статті 55 Конституції Російської Федерації. 
У Рекомендації Rec (2001) 10 Комітету Міністрів державам-учасницям Ради Європи «Про Європейський кодекс поліцейської етики» (Ухвалена Комітетом Міністрів 19 вересня 2001 р. на 765-му  засіданні заступників міністрів) визначено, що  використання сили, потенційно небезпечної для життя, може мати місце тільки тоді, коли воно «абсолютно необхідне за певних обставин справи», є «пропорційним відповідно до обставин справи»; правоохоронні органи можуть застосовувати силу тільки у випадках крайньої необхідності і тільки для досягнення законних цілей.
Принцип пропорційності випливає із логічного аналізу співвідношення завдань кримінального процесу та його окремих інститутів. Він безпосередньо визначений у Кодексі поведінки посадових осіб з підтримування правопорядку, прийнятому Генеральною Асамблеєю ООН 17 грудня 1979 р., де зазначається, що працівники правоохоронних органів, у тому числі і ті, що здійснюють розслідування, зобов’язані поважати і захищати гідність і права людини; застосовувати примусові заходи тільки у випадках крайньої необхідності та в тих межах, в яких це потрібно для виконання обов’язків.

### Принцип пропорційності у ЄС
Пропорційність як один із загальних принципів права в основних опорних концептах був закріплений також у ст. 5 Договору про заснування Європейського співтовариства в такому постулаті: для досягнення певної мети органи влади не можуть накладати на громадян зобов'язання, які не повинні перевищувати установлені межі необхідності, що випливають з публічного інтересу.
Принцип пропорційності є універсальним і незмінним гарантом захисту основних прав і свобод людини за допомогою збалансованого обмеження прав і свобод та забезпечення гармонії в суспільстві .

### Принцип пропорційності у практиці Європейського суду з прав людини
Чи не вперше Страсбурзький суд використав принцип пропорційності у 1968 році в справі «Ноймайстер проти Австрії» щодо захисту права на свободу (стаття 5 Конвенції), зазначивши, що затримання обвинуваченої особи не повинно перевищувати розумні строки, це вимагає від національних судів досліджувати всі факти на користь чи проти існування суспільної необхідності, щоб виправдати відступ від поваги особистої свободи.
Концепт принципу пропорційності отримує все більш змістовне наповнення в контексті формування доктринальної системи загальних засад прав в сьогоднішній практиці Європейського суду з прав людини (наприклад, справа «Волохи проти України» (заява № 23543/02, рішення від 2 листопада 2006 року, «Яллох проти Німеччини», «Класс та інші проти Німеччини», «Ча’ар Шалом Ве Цедек проти Франції» , «Гласс проти Сполученого Королівства». 
У справі «Класс та інші проти Німеччини» ЕСПЛ зауважує, що при визначенні умов, за яких має діяти система таємного стеження, законодавчий орган держави користується певним дискреційним правом, однак це не означає, що державі надається необмежене дискреційне право встановлювати таємне стеження за особами в межах своєї юрисдикції, при цьому слід забезпечити достатні та ефективні гарантії проти зловживань.
У справі «Ляшко проти України» (Lyashko v. Ukraine, рішення від 10 серпня 2006 року), ЄСПЛ зазначив, що суд повинен перевірити, чи було втручання виправданим та необхідним у демократичному суспільстві, та, зокрема, чи було воно пропорційним, і чи були причини, надані національними органами влади на його виправдання, важливими та достатніми. 
Практика ЄСПЛ свідчить про те, що цей принцип пов'язаний насамперед із проблемою правомірностей обмежень прав людини. Завдяки діяльності суду в праві Конвенції щодо кожного з прав людини склалися критеріх припустимого втручання держави, засновані на принципі пропорційності, унаслідок чого він набуває універсального значення. При цьому такі критерії стосуються як нормативно-правових, так і індивідуально-правових заходів. Так, незалежно від конкретних формулювань обмежень прав людини, при оцінці їхної правомірності та виправданості Суд послідовно вирішує чотири групи питань:
1. Чи було передбачене законом те обмежання (втручання), що заперечується;
2. чи переслідувало воно одну з легітимних цілей, зазначених у конвенції;
3. чи було воно необхідним у демократичному суспільстві;
4. чи було воно розмірним до тієї правової мети, яка досяглась.

Принцип пропорційності історично пов’язаний з формуванням базових доктрин сучасності – верховенства права та правової держави, які відіграли важливу роль у його розвиту та становленні. В обох цих доктринах принцип сумірності є необхідним та важливим елементом, за допомого якого вони можуть повноцінно реалізувати спільну та першочергову для них функцію – захист фундаментальних прав і свобод людини від свавілля публічної влади.
В умовах правової держави заборона надмірного державного втручання у свободу особи розглядається як аксіоматична вимога: держава має право обмежувати право людини тільки тоді, коли це дійсно необхідно, і тільки в такому обсязі, в якому її заходи будуть співмірними з поставленою метою. Іншими словами, у цій сфері проголошується і діє принцип пропорційності (розмірності, адекватності).

### Принцип пропорційності в українському праві
В українському праві принцип пропорційності відображено в положеннях ст.34 (право на свободу думки і слова), ст. 35 (право на свободу світогляду і віросповідання), ст.39 (право збиратися мирно, проводити збори, мітинги) Конституції України, згідно з якими права та свободи людини і громадянина можуть бути обмежені законом тільки тією мірою, якою це необхідно в таких конституційно значимих цілях, як захист основ конституційного устрою (національної безпеки та громадянського порядку), моральності, захисту прав і свобод інших людей. 
Принцип пропорційності у національному праві є необхідною складовою принципу верховенства права, без дотримання якої останній не може у повній мірі виконати одну з своїх найважливіших історичних та сучасних функцій – захист та збереження прав та свобод людини. Принцип пропорційності, включаючи балансування інтересів, є єдиним механізмом з верховенством права у питаннях захисту прав та свобод людини від держави та забезпечення справедливості правового регулювання. 
Відтак сутність принципу пропорційнолсті полдягає в наступних положеннях:
1. Принцип пропорційності регулює питання обмеження прав і свобод людини і громадянина;
2. Обмеження прав можливе лише законом;
3. Закон, яким запроваджуються певні обмеження, повинен давати змогу визначити мету їх встановлення;
4. Обмеження прав можливе лише за необхідності досягнення конституційно значимих цілей;
5. Мета встановлення певних правових обмежень повинна бути легітимною й істотною;
6. Міра обмеження прав як засіб досягнення мети повинна відповідати цій меті і не повинна бути надмірною.

Вимоги принципу пропорційності у правотворчості, зазначає Ю. Євтошук, доцільно систематизувати на основі ключових критеріїв: законодавцю слід використовувати лише так звані нехибні засоби правового регулювання, що сприяють досягненню публічної легітимної мети, в основі якої лежать правомірні інтереси, за умови обережного впливу на питання морально-етичного значення, врахування змін у суспільно-правовому житті, дотримання принципів законності і правової визначеності (вимога придатності); серед цих засобів він повинен орієнтуватися на ті, які найменше втручаються у права і свободи, ефективно сприяють досягненню мети, задля якої введені, що потребує їх диференціювання залежно від правових обставин, обґрунтованості, виправданості, недопущення дискримінації та надмірного формалізму при реалізації прав (вимога необхідності); введені законодавцем засоби правового впливу мають оптимально забезпечити баланс конкуруючих цінностей, що означає, зокрема, заборону посягання на сутність прав, залишення мінімальних гарантій як для них, так і для публічних інтересів, а також виконання державою свого позитивного обов’язку щодо захисту цих прав – передбачення адекватних механізмів їх судового захисту, належних та справедливих механізмів компенсації збитків та шкоди, що можуть бути завдані їм у випадках обмежень тощо (вимога сумірності у вузькому сенсі). Це свідчить про тісний зв’язок принципу пропорційності з іншими правовими принципами (справедливості, рівності, законності, правової визначеності, балансування приватних та публічних інтересів тощо), які хоча і є самостійними, однак перевірка їх дотримання у тій чи іншій правовій ситуації може стати обов’язковим етапом аналізу тесту на пропорційність . 
Принцип пропорційності – закріплений у міжнародних нормативних актах, рішеннях Конституційного Суду України та Європейського суду з прав людини, принцип права, згідно концептуального змісту якого мета юридичних дій має бути суспільно вагомою, а засіб її досягнення найменш обтяжливим у конкретних умовах, втручання у сферу прав і свобод людини може допускатись лише в випадках крайньої необхідності, з метою забезпечення правосуддя чи іншої суспільно корисної мети, якщо цього неможливо досягти іншими засобами, а заподіяна примусовими заходами шкода буде меншою, ніж відвернута.  Конст итуцію України пропонується  доповнити окремою нормою «Принцип пропорційності» та викласти її  таким чином: “Посадові та службові особи публічної влади, органів місцевого самоврядування, правоохоронних органів та будь-яких правозахисних чи правозастосовних інституцій при виконанні своїх функцій та повноважень мають виходити в своїх діях з того, що обмеження прав і свобод людини може допускатись  винятково лише в умовах крайньої необхідності, якщо досягнення  легітимної мети неможливо досягти іншими засобами. При цьому мета їх юридичних дій має бути суспільно вагомою, засіб досягнення корисної мети повинен бути необхідним, достатнім та якнайменш обтяжливим для тих, чиї права обмежуються, а заподіяна обмежувальними заходами шкода буде меншою, ніж відвернута”.

### Принцип пропорційності у практиці Конституційного Суду України
У Рішенні від 25 січня 2012 р. № 3-рп/2012 (справа № 1-11/2012) Конституційний Суд України зазначив, що одним із елементів верховенства права є принцип пропорційності, який у сфері соціального захисту означає, зокрема, що заходи, передбачені в нормативно-правових актах, повинні спрямовуватися на досягнення легітимної мети та мають бути співмірними з нею.
Конституційний Суд України визначає принцип пропорційності, в першу чергу, як процесуальну справедливість: «Обмеження конституційних прав повинно відповідати принципу пропорційності: інтереси забезпечення охорони прав і свобод людини і громадянина, власності, громадського порядку та безпеки тощо можуть виправдати правові обмеження прав і свобод тільки в разі адекватності соціально обумовленим цілям».
Конституційний Суд активно використовує принцип пропорційності на практиці. В ряді рішень цей принцип використовується, але не зазначається. Взагалі, вимоги Конституційного Суду України, які випливають з характеристики принципу пропорційності, дуже схожі до загальноєвропейських. Але не збігаються.
Встановлення передбаченого ч. 2 ст. 211 СК України максимально допустимого віку є обмеженням права фізичних осіб на усиновлення, співрозмірним (пропорційним) меті правової охорони усиновлення. Призначення інституту усиновлення полягає в сімейному вихованні дітей, позбавлених батьківського піклування. Однак мета усиновлення не досягається в разі смерті усиновлювача до досягнення усиновлюваною дитиною повноліття, оскільки в цьому випадку виникає ризик повернення дитини до дитячого будинку чи іншої форми несімейного виховання6].
Конституційний Суд, посилаючись на досвід Венеційської комісії, вказав, що обмеження вимоги щодо реєстрації політичних партій самі по собі не можуть розглядатись як порушення права громадян на об'єднання. Тобто, обмеження щодо участі іноземців у політичних партіях, фінансування політичної діяльності іноземними державами, їх громадянами, підприємствами, установами, організаціями є пропорційними для досягнення таких легітимних цілей як національна безпека та громадський порядок, охорона здоров'я населення або захист прав і свобод інших людей. Використовуючи досвід Європейського Суду з прав людини, Конституційний Суд встановив, що обмеження є пропорційними при умові «збереження основного змісту прав і свобод».